# 橘省吾
橘 省吾（たちばな しょうご、1973年2月19日 - ）は、日本の惑星科学者。専門は、宇宙化学・宇宙鉱物学。東京大学大学院理学系研究科教授。博士（理学）。石川県出身。はやぶさ2 サンプリング装置［理学］・サンプル初期分析担当として、サンプルホーン開発に携わる。

## 略歴
- 1991年3月：石川県立金沢泉丘高等学校卒業
- 1995年3月：大阪大学理学部宇宙地球科学科卒業
- 1997年3月：大阪大学大学院理学研究科物理学専攻博士前期課程修了
  - 1997年4月 - 2003年3月：日本学術振興会特別研究員 DC1
- 2000年3月：大阪大学大学院理学研究科宇宙地球科学専攻博士後期課程修了 [博士 (理学)]
  - 2000年4月 - 2003年3月：日本学術振興会特別研究員 PD (東京大学・アリゾナ州立大学)
- 2003年4月 - 2007年3月：東京大学大学院理学系研究科地球惑星科学専攻助手
- 2007年4月 - 2012年3月：東京大学大学院理学系研究科地球惑星科学専攻助教・早稲田大学非常勤講師
- 2012年4月 - 2013年1月：北海道大学大学院理学研究院自然史科学部門地球惑星システム科学分野講師
- 2013年8月 - 2016年3月：宇宙科学研究所太陽系科学研究系客員准教授
- 2013年8月 - 2017年10月：北海道大学大学院理学研究院自然史科学部門地球惑星システム科学分野准教授
- 2017年10月：東京大学大学院理学系研究科教授に就任 [1]

## 人物
- キン肉マンが異常に好きで、漫画の一コマを見たらそのシーンの状況やセリフが説明できるほどである。一番好きなキャラクターはザ・ニンジャ。
- 聖闘士星矢にも精通しているらしい。
- 大の広島東洋カープファンである。
- 大食漢である。

## 受賞
- The Paul W. Gast Lectureship
- 地球化学研究協会 2011年度 奨励賞
- Meteoritical Society Nier Prize 2008
- 文部科学大臣表彰 2007年度 若手科学者賞
- 日本鉱物学会 2007年度 奨励賞
- 日本地球化学会 2006年度 奨励賞
- 日本惑星科学会 2005年度 最優秀研究者賞 [1]

## 著書
- 星くずたちの記憶――銀河から太陽系への物語 (岩波科学ライブラリー)

## 所属学会
- 日本惑星科学会
- 日本地球化学会
- 日本鉱物科学会
- 日本天文学会
- Meteoritical Society
- American Geophysical Union
- Geochemical Society [1]